# Budai Borbély János
Budai János vagy budai Borbély János
Wittembergben tanult. Latin nyelvű gyászversei Valkai Miklósnak és Károlyi Gáspár tízéves fiának halálára a következő gyűjteményben jelentek meg: Lugubres elegiae et epitaphia varia in obitum generosorum et egregiorum virorum D. Ladislai Carolii, D. Stephani Schinii, D. Nicolai Walkai, generosae D. Clarae Boczkoi, clarissimi viri D. Petri Carolii, lectissimse conjugis, Annae — clarissimi et doctissimi viri D. Casparis Carolii, filii ejusdem Casparis et filiarum Sarae Margaritaeque. Conscripta pietatis et gratitudinis ergo ab Andr. Carolino, Joh. Budaeo, Stephano Cziorba D. et Francisc. Vasarhelino. 1587.
Nem valószínű, hogy azonos lenne Budai Karácsony Jánossal.